# Тувалу на Олимпијским играма
Тувалу је први пут самостално учествовао на Летњим олимпијским играма, одржаним у Пекингу 2008. Представници Тувалуа нису освојили ниједну олимпијску медаљу. На Зимским олимпијским играма и до 2014. нису учествовали. 
Национални комитет Тувалу је основан 2004. године, а у чланство МОК примљен је 2007.

## Медаље

### Учешће и освојене медаље на ЛОИ
| Учешће и освојене медаље Бенина на ЛОИ |                     |        |      |      |        |       |        |        |        |         |
| ЛОИ                                    | Носилац заставе     | Учешће | Муш. | Жене | сопрт. | Злато | Сребро | Бронза | Укупно | Пласман |
| 2008. Пекинг                           | Логона Есау         | 3      | 2    | 1    | 2      | 0     | 0      | 0      | 0      |         |
| 2012. Лондон                           | Туау Лапуа Лапуа    | 3      | 2    | 1    | 2      | 0     | 0      | 0      | 0      |         |
| 2016.Рио де Жанеиро                    | Етимони Тимуани     | 1      | 1    | 0    | 1      | 0     | 0      | 0      | 0      |         |
| 2020. Токио                            |                     |        |      |      |        |       |        |        |        |         |
| 2024. Париз                            |                     |        |      |      |        |       |        |        |        |         |
| 2028. Лос Анђелес                      | предстојећи догађај |        |      |      |        |       |        |        |        |         |
| 2032. Бризбејн                         | предстојећи догађај |        |      |      |        |       |        |        |        |         |
| Укупно 3                               |                     | 7      | 5    | 2    |        | 0     | 0      | 0      | 0      |         |

### Преглед учешћа спортиста Тувалуе по спортовима на ЛОИ
Стање после ЛОИ 2016.
| Спорт         | Период | Период   | Укупно | Мушки | Жене |   |   |   |   |
| Спорт         | Прво   | Последње | Укупно | Мушки | Жене |   |   |   |   |
| ------------- | ------ | -------- | ------ | ----- | ---- | - | - | - | - |
| Атлетика      | 2008   | 2016     | 4      | 3     | 1    | 0 | 0 | 0 | 0 |
| Дизање тегова | 2008   | 2012     | 2      | 2     | 0    | 0 | 0 | 0 | 0 |
| Укупно (2)    |        |          | 6      | 7     | 1    | 0 | 0 | 0 | 0 |

Разлика у горње две табеле за једног учесника (1 жена) настала је у овој табели јер је сваки спортиста без обриза колико је пута учествовао на играма и у колико разних дисциплина и спортова на истим играма рачунат само једном.

## Занимљивости
- Најмлађи учесник: Асенате Маноа, 16 година и 86 дана Пекинг 2008. атлетичарка
- Најстарији учесник:  Етимони Тимуани, 24 године и 293 дана Рио де Жанеиро 2016. атлетичар
- Највише учешћа: 2 Асенате Маноа (2008, 2012)
- Највише медаља:
- Прва медаља:
- Прво злато:
- Најбољи пласман на ЛОИ:
- Најбољи пласман на ЗОИ: